# 科爾查克

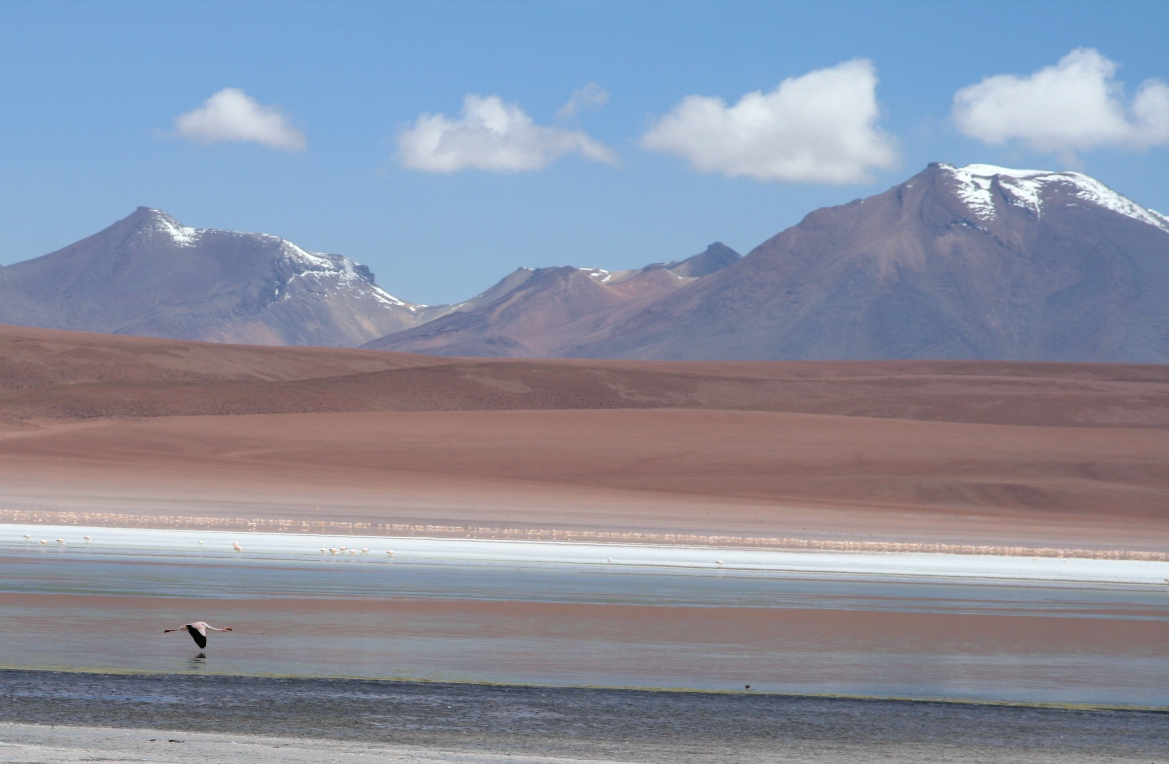
卡拉湖

科爾查克（西班牙語：Colcha K）是玻利維亞西南部波托西省北利佩斯县的市鎮，并为该县的县府所在地。處於阿爾蒂普拉諾高原，海拔高度3,751米，每年平均降雨量少於100毫米。市镇面积为16,517平方公里，2012年人口数量为12,997人。